# منتخب إندونيسيا للكرة اللينة للسيدات
منتخب إندونيسيا للكرة اللينة للسيدات هو ممثل إندونيسيا الرسمي في المنافسات الدولية في الكرة اللينة للسيدات .